# Motala hus

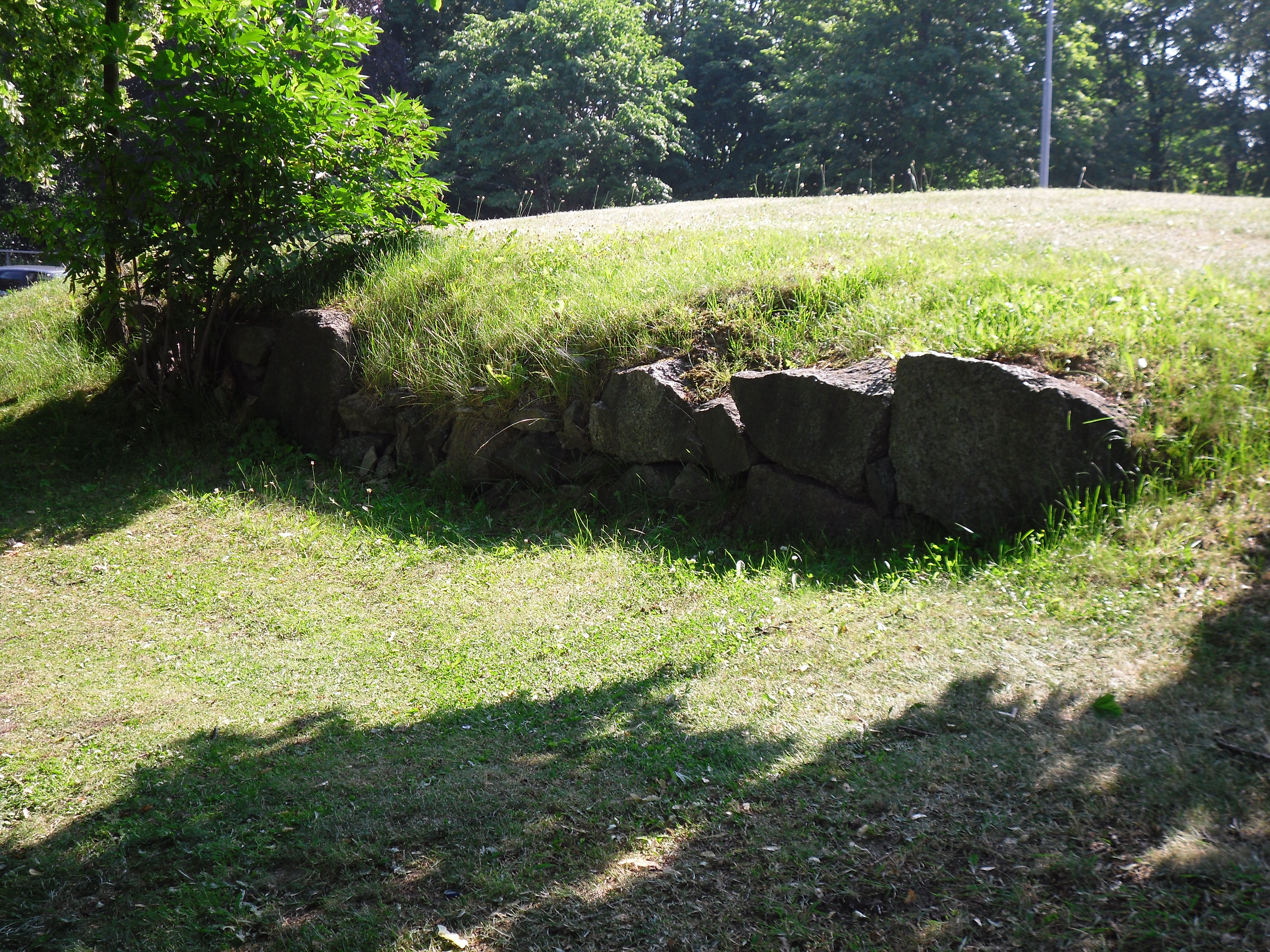
Grunden efter Motala hus, sedd från väster.

Motala hus var en kungsgård som låg vid Motala ströms inlopp från Vättern i Östergötland. 
Gustav Vasa uppförde den första kungsgården vid bron i Motala och besökte den 1552 i samband med sitt giftermål med Katarina Stenbock i Vadstena. Gården ödelades 1567 under Rantzaus räd. Kungens sonson, hertig Johan, återuppbyggde gården och kallade den för Motala hus. Delar av denna byggnad fanns sedan kvar i det gästgiveri, "Gästis", som byggdes på platsen. Gästis fanns kvar in på 1960-talet, men revs när Riksväg 50 drogs fram genom centrala Motala. 
Idag återstår en mindre kulle varunder man finner den så kallade hertig Johans källare. Under 2007 utmärktes platsen med en informationsskylt. Hösten 2015 genomförde Riksantikvarieämbetet UV utgrävningar av området. Flera fynd gjordes.